# Schweizer Futsalmeisterschaft 2010/11
Die 5. Schweizer Meisterschaft im Futsal begann am 31. Oktober 2010 und endete am 20. Februar 2011.
Der Vizemeister Swiss Geneva Futsal holte, ein Jahr nach dem verlorenen Finale gegen MNK Croatia 97, den Titel gegen den Aufsteiger Futsal Minerva. In dieser Saison nahmen 67 Teams (55 im Vorjahr) Ligabetrieb teil. Die NLA bestand mittlerweile aus zwei Gruppen à zehn Mannschaften, in der NLB gab es fünf Gruppen mit acht Teilnehmern und eine Gruppe mit sieben Teilnehmern.
Zwei Spieler teilten sich die Torschützenkrone, Allmir Ademi (FC Schaffhausen Futsal) und Burhan Demiri (Concordia Schaffhausen) mit je 25 Treffern.

## Nationalliga A – 2010/11
In der NLA nahmen neuerdings 20 Teams teil, je zehn in der West- und Ostgruppe. Jedes Team absolvierte je ein Spiel gegen jeden Gruppengegner, sodass neun Runden absolviert wurden. Die besten vier Teams qualifizierten sich für die Viertelfinals, während die beiden Letztplatzierten jeder Gruppe absteigen mussten.

### Teilnehmer Nationalliga A – Saison 2010/11
| Gruppe West                        | Gruppe Ost                                     |
| ---------------------------------- | ---------------------------------------------- |
| Geneva Futsal                      | Salines Futsal                                 |
| Uni Futsal Team Bulle              | MNK Croatia 97 (M)                             |
| Futsal Team Fribourg Old Fox (A)   | Futsal Löwen Zürich (damals FC Seefeld Zürich) |
| Futsal Minerva (A)                 | FC Schaffhausen Futsal                         |
| R.C.D Futsal (damals FC Lusitanos) | Benfica Rorschach                              |
| Lausanne Futsal Club               | Union 7 Futsal Club Zürich                     |
| Mobulu Futsal Uni Bern             | Futsal Club Italia5 Winterthur (A)             |
| FC Peseux Comète                   | Club Futsal Wohlen (A)                         |
| CIS Marigona (A)                   | FC Basel 1893 Futsal                           |
| Futsal Delminium                   | Concordia Schaffhausen (A)                     |

### Qualifikation Nationalliga A

#### Gruppe West
|     | Verein                           | R | S | U | N | Tore  | Diff. | Punkte |
| --- | -------------------------------- | - | - | - | - | ----- | ----- | ------ |
| 1.  | Geneva Futsal                    | 9 | 8 | 1 | 0 | 71:27 | +44   | 25     |
| 2.  | Uni Futsal Team Bulle            | 9 | 7 | 2 | 0 | 53:25 | +28   | 23     |
| 3.  | Futsal Team Fribourg Old Fox (A) | 9 | 4 | 3 | 2 | 39:40 | −1    | 15     |
| 4.  | Futsal Minerva (A)               | 9 | 4 | 1 | 4 | 47:44 | +3    | 13     |
| 5.  | R.C.D Futsal                     | 9 | 4 | 0 | 5 | 54:57 | −3    | 12     |
| 6.  | Lausanne Futsal Club             | 9 | 3 | 3 | 3 | 47:48 | −1    | 12     |
| 7.  | Mobulu Futsal Uni Bern           | 9 | 3 | 2 | 4 | 38:40 | −2    | 11     |
| 8.  | FC Peseux Comète                 | 9 | 3 | 1 | 5 | 45:50 | −5    | 10     |
| 9.  | CIS Marigona (A)                 | 9 | 2 | 1 | 6 | 49:72 | −23   | 7      |
| 10. | Futsal Delminium                 | 9 | 0 | 0 | 9 | 38:78 | −40   | 0      |

| Legende | Legende       |
| ------- | ------------- |
|         | Viertelfinals |
|         | Abstieg       |
| (A)     | Aufsteiger    |

|     | Team                             | Geneva | Bulle | Old Fox | Minerva | RCD  | Lausanne | Mobulu | Peseux | Marigona | Delminium |
| --- | -------------------------------- | ------ | ----- | ------- | ------- | ---- | -------- | ------ | ------ | -------- | --------- |
| 1.  | Geneva Futsal                    |        |       |         |         |      |          |        |        |          |           |
| 2.  | Uni Futsal Team Bulle            | 3:3    |       |         |         |      |          |        |        |          |           |
| 3.  | Futsal Team Fribourg Old Fox (A) | 3:8    | 3:5   |         |         |      |          |        |        |          |           |
| 4.  | Futsal Minerva (A)               | 4:5    | 4:6   | 3:4     |         |      |          |        |        |          |           |
| 5.  | R.C.D Futsal                     | 3:11   | 4:5   | 3:6     | 2:6     |      |          |        |        |          |           |
| 6.  | Lausanne Futsal Club             | 3:7    | 4:4   | 2:2     | 8:5     | 9:13 |          |        |        |          |           |
| 7.  | Mobulu Futsal Uni Bern           | 1:9    | 1:3   | 4:5     | 3:3     | 6:4  | 1:1      |        |        |          |           |
| 8.  | FC Peseux Comète                 | 3:11   | 0:6   | 5:5     | 3:4     | 3:7  | 5:7      | 8:7    |        |          |           |
| 9.  | CIS Marigona (A)                 | 2:10   | 2:8   | 6:6     | 5:9     | 7:12 | 8:6      | 5:10   | 0:6    |          |           |
| 10. | Futsal Delminium                 | 5:7    | 4:13  | 4:5     | 8:9     | 4:6  | 3:7      | 2:5    | 3:12   | 5:14     |           |

#### Gruppe Ost
|     | Verein                             | R | S | U | N | Tore  | Diff. | Punkte |
| --- | ---------------------------------- | - | - | - | - | ----- | ----- | ------ |
| 1.  | Salines Futsal                     | 9 | 6 | 2 | 1 | 44:32 | +12   | 20     |
| 2.  | MNK Croatia 97 (M)                 | 9 | 6 | 1 | 2 | 59:34 | +25   | 19     |
| 3.  | Futsal Löwen Zürich                | 9 | 6 | 1 | 2 | 75:38 | +37   | 19     |
| 4.  | FC Schaffhausen Futsal             | 9 | 6 | 0 | 3 | 74:38 | +36   | 18     |
| 5.  | Benfica Rorschach                  | 9 | 6 | 0 | 3 | 54:51 | +3    | 18     |
| 6.  | Union 7 Futsal Club Zürich         | 9 | 5 | 1 | 3 | 46:39 | +7    | 16     |
| 7.  | Futsal Club Italia5 Winterthur (A) | 9 | 2 | 1 | 6 | 36:66 | −30   | 7      |
| 8.  | Club Futsal Wohlen (A)             | 9 | 2 | 0 | 7 | 52:91 | −39   | 6      |
| 9.  | FC Basel 1893 Futsal               | 9 | 2 | 0 | 7 | 42:57 | −15   | 6      |
| 10. | Concordia Schaffhausen (A)         | 9 | 0 | 2 | 7 | 54:90 | −36   | 2      |

| Legende | Legende       |
| ------- | ------------- |
|         | Viertelfinals |
|         | Abstieg       |
| (M)     | Meister       |
| (A)     | Aufsteiger    |

|     | Team                               | Salines | Croatia | Löwen | Schaffhausen | Benfica | Union | Italia | Wohlen | Basel | Concordia |
| --- | ---------------------------------- | ------- | ------- | ----- | ------------ | ------- | ----- | ------ | ------ | ----- | --------- |
| 1.  | Salines Futsal                     |         |         |       |              |         |       |        |        |       |           |
| 2.  | MNK Croatia 97 (M)                 | 6:6     |         |       |              |         |       |        |        |       |           |
| 3.  | Futsal Löwen Zürich                | 5:7     | 4:6     |       |              |         |       |        |        |       |           |
| 4.  | FC Schaffhausen Futsal             | 2:3     | 0:3     | 4:6   |              |         |       |        |        |       |           |
| 5.  | Benfica Rorschach                  | 3:0     | 6:4     | 1:11  | 6:11         |         |       |        |        |       |           |
| 6.  | Union 7 Futsal Club Zürich         | 2:5     | 5:3     | 4:4   | 3:5          | 5:4     |       |        |        |       |           |
| 7.  | Futsal Club Italia5 Winterthur (A) | 2:5     | 1:12    | 2:9   | 2:11         | 5:9     | 3:5   |        |        |       |           |
| 8.  | Club Futsal Wohlen (A)             | 4:7     | 7:14    | 4:13  | 6:22         | 6:7     | 4:6   | 3:6    |        |       |           |
| 9.  | FC Basel 1893 Futsal               | 0:3     | 0:3     | 5:10  | 5:7          | 5:8     | 5:4   | 6:9    | 6:7    |       |           |
| 10. | Concordia Schaffhausen (A)         | 8:8     | 5:8     | 5:13  | 4:12         | 4:10    | 6:12  | 6:6    | 10:11  | 6:10  |           |

### Playoffs Nationalliga A

#### Viertelfinals
| Datum    | Zeit  | Heimteam               | Gastteam                         | Resultat  |
| -------- | ----- | ---------------------- | -------------------------------- | --------- |
| 06.02.11 | 10:00 | Salines Futsal         | Futsal Minerva (A)               | 5:10      |
| 06.02.11 | 12:00 | Futsal Löwen Zürich    | Uni Futsal Team Bulle            | 6:4       |
| 06.02.11 | 14:00 | MNK Croatia 97 (M)     | Futsal Team Fribourg Old Fox (A) | 11:9      |
| 06.02.11 | 16:00 | FC Schaffhausen Futsal | Geneva Futsal                    | 8:9 n. P. |

#### Halbfinals
| Datum    | Zeit  | Heimteam           | Gastteam            | Resultat |
| -------- | ----- | ------------------ | ------------------- | -------- |
| 13.02.11 | 14:00 | Futsal Minerva (A) | Futsal Löwen Zürich | 6:5      |
| 13.02.11 | 16:00 | Geneva Futsal      | MNK Croatia 97 (M)  | 5:3      |

#### Final
| Datum    | Zeit  | Heimteam           | Gastteam      | Resultat |
| -------- | ----- | ------------------ | ------------- | -------- |
| 20.02.11 | 15:00 | Futsal Minerva (A) | Geneva Futsal | 0:5      |